# Frankrikes nationaldag
Frankrikes nationaldag firas den 14 juli som minne av stormningen av Bastiljen år 1789, vilket inledde den franska revolutionen. Dagen är fransk helgdag.

## Historik
Den 14 juli 1789 utlöstes franska revolutionen, genom stormningen av fästningen och fängelset Bastiljen i Paris. Stormningen, som inte varit planerad utan inledningsvis handlade om att ta över Bastiljens vapenförråd, ledde till att händelsen blev en symbol för det franska folkets motstånd mot kungamakten. Därefter spreds de revolutionära tankarna snabbt runt Frankrike. Redan två dagar efter stormningen beslöt det kommunala styret att låta jämna Bastiljen med marken.
På den första årsdagen av Bastiljens stormning arrangerades 14 juli 1790 en stor militärparad på Marsfältet. Evenemanget hade namnet Festival de la Fédération och fungerade som en mönstring av den nya franska republiken, inför yttre hot mot den ännu unga revolutionen.
Det kom dock att dröja till 1880, när 14 juli under den tredje republiken utropades till landets officiella nationaldag. Utropandet av nationaldagen skedde också under en tid av förnyad fransk nationalism, efter förlusten i det fransk-tyska kriget ett årtionde tidigare.
Det militära inslaget i firandet av nationaldagen har behållits. Bland annat firas dagen genom en stor parad på Champs-Élysées i Paris.

## Namn
I Frankrike går dagen formellt under namnet La Fête Nationale (Nationalfesten). Juridiskt och vardagligt brukar dagen annars kallas quatorze juillet (14 juli). I engelskspråkiga länder beskrivs dagen ofta Bastille Day, 'Bastiljdagen'.

## Galleri

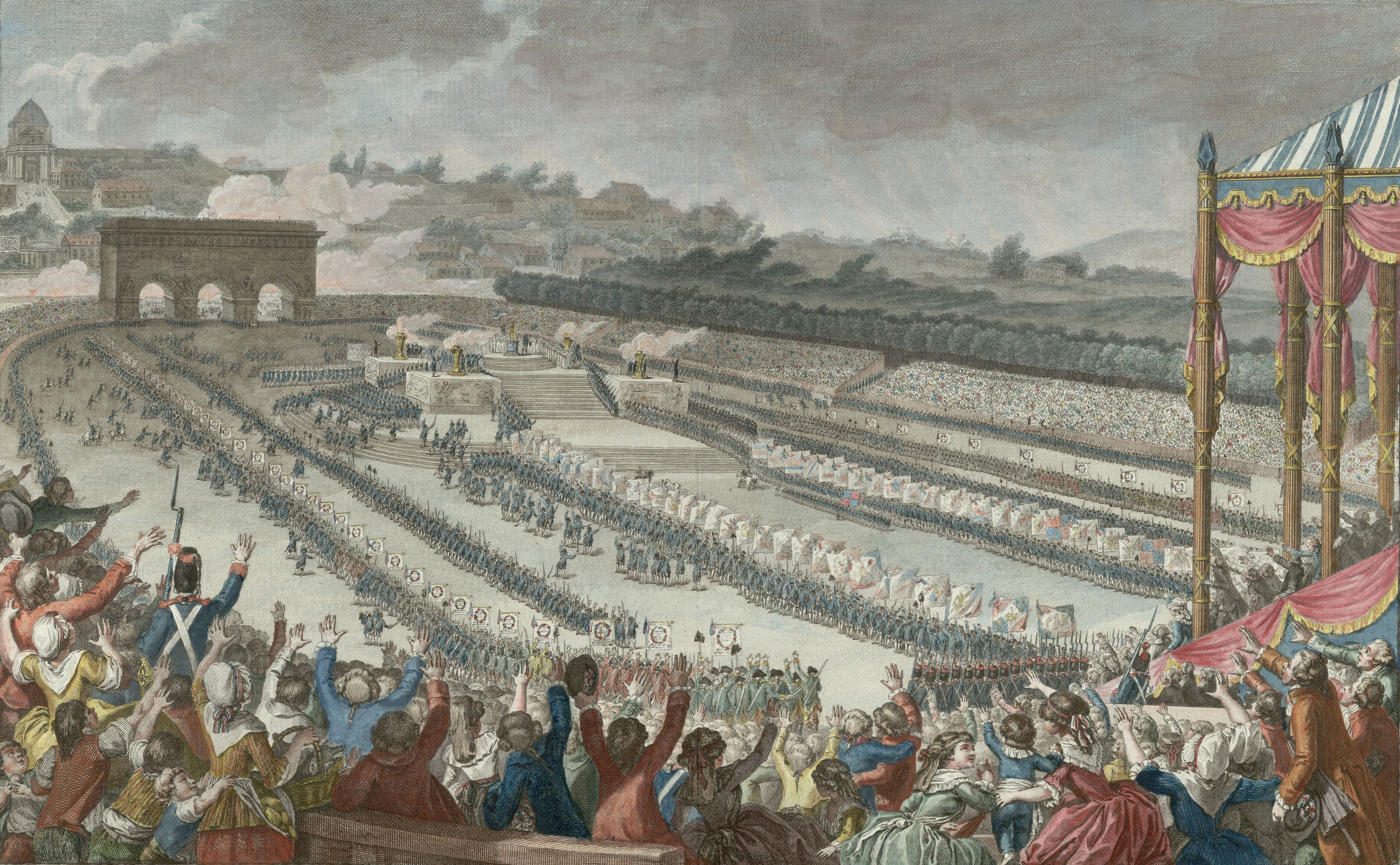
Första årsdagen av franska revolutionen firas på Marsfältet, 14 juli 1790.
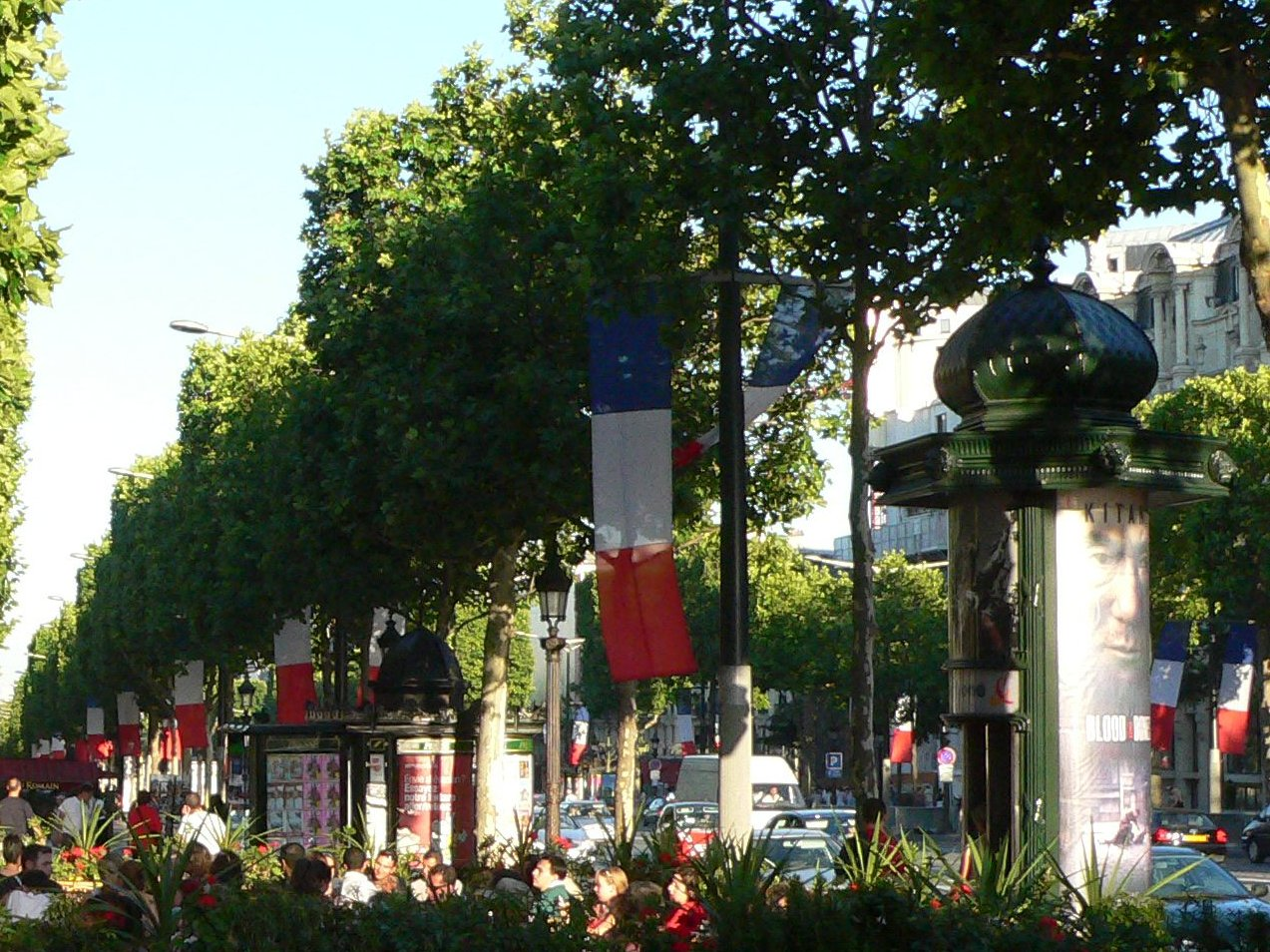
Champs-Élysées, dekorerad med flaggor inför 14 juli.